# Eau d'Heure (vattendrag i Belgien, Province du Hainaut)
Eau d'Heure är ett vattendrag i Belgien.   Det ligger i provinsen Hainaut och regionen Vallonien, i den centrala delen av landet, 50 km söder om huvudstaden Bryssel.
Runt Eau d'Heure är det i huvudsak tätbebyggt. Runt Eau d'Heure är det tätbefolkat, med 947 invånare per kvadratkilometer.